# Propithecus coquereli
Sifaka-de-coquerel (Propithecus coquereli) é um primata estrepsirrino da família Indriidae. Como todos os lêmures é endêmico do norte da ilha de Madagascar, especificamente da região de Sofia.
Descrita em 1867 por A. Grandidier como Cheirogalus coqwuereli, foi considerada posteriormente uma subespécie do sifaka-de-verreaux (Propithecus verreauxi), até que foi elevada à categoria de espécie por Groves em 2001 e por Mayor e colaboradores em 2004. Na cultura popular cabe ser ressaltado o sifaka-de-coquerel Jovian (1994–2014), que atuou como o lêmure protagonista da série de televisão infantil Zoboomafoo, do PBS Kids.

## Descrição

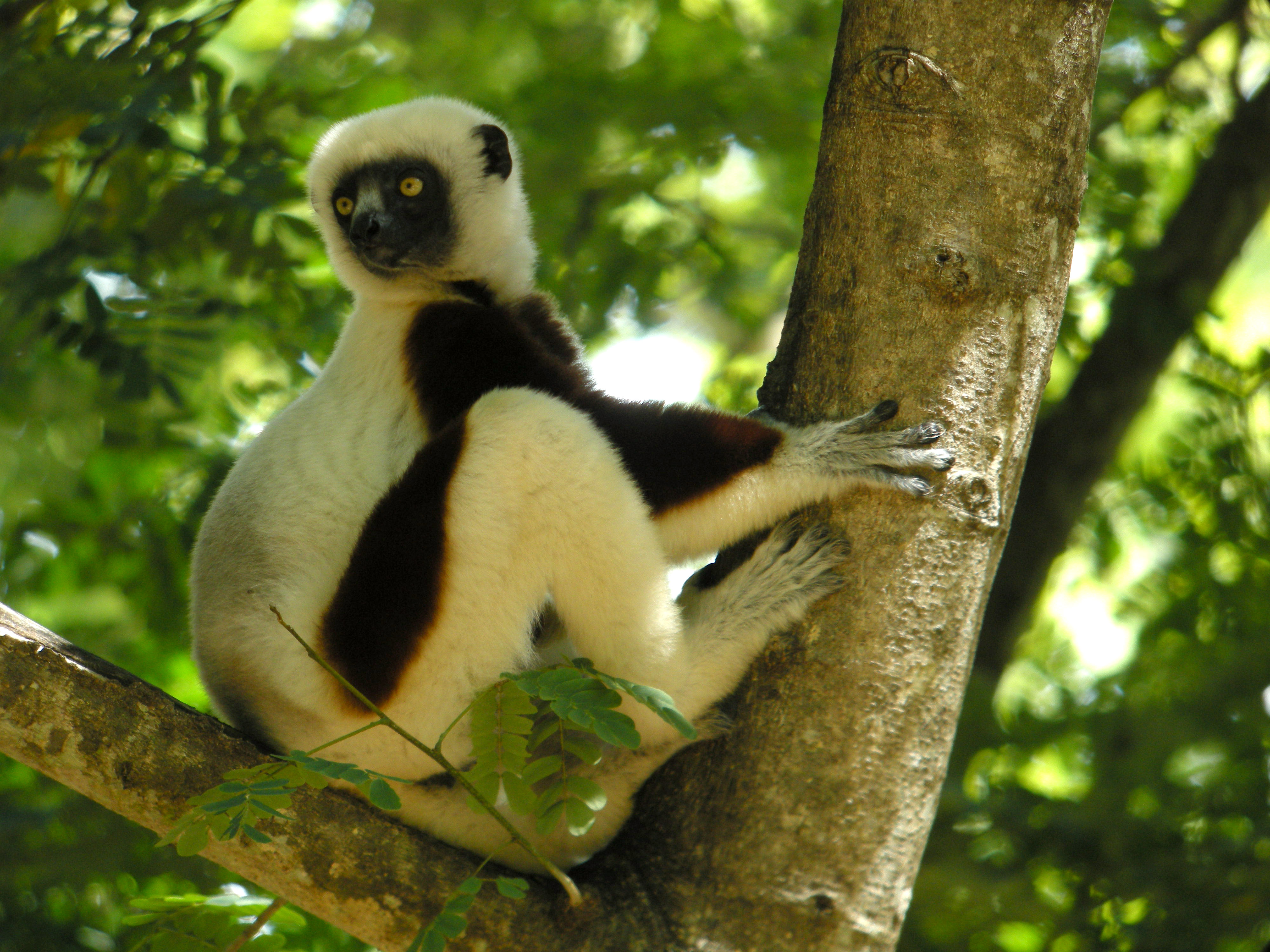
Um indivíduo no Parque Nacional de Ankarafantsika

Seu corpo mede em média de 42 a 50 cm; se considerar a cauda pode atingir entre 50 ou 60 cm, e pesa quase quatro quilos. Trata-se de uma espécie de tamanho médio dentro de seu gênero. O corpo é predominantemente branco, com peito e áreas interiores e exteriores das coxas e braços castanhos. O rosto e o nariz são pretos com um tom esbranquiçado acima do nariz. As orelhas tem ausência de pelo e são pequenas e pretas, enquanto que os olhos são amarelos.
P. coquereli vive em florestas secas cercadas de mangues, a cerca de 300 m de altitude acima do nível do mar, no noroeste madagascarense. Geralmente fitófagos, alimentam-se de folhas novas, cascas, flores e frutos na estação chuvosa e folhas e brotos maduros na estação seca. A gestação dura cerca de 160 dias e os nascimentos ocorrem entre junho e julho. Os bebês ao nascer são pendurados no peito de suas mães, até que um mês depois começam a subir em suas costas. Todos os membros do grupo cuidam, brincam e transportam os jovens. Aos seis meses eles são independentes e em um ano alcançam seu tamanho máximo. Eles atingem a maturidade sexual em dois anos e meio. São diurnos e arbóreos, porém frequentemente descem ao chão. Inclusive seu modo de se mover no chão é o que melhor os distingue do P. verreauxi. Vivem em pequenos grupos de três a dez indivíduos por áreas de 4 a 9 hectares.

## Estado de conservação
Seu status na Lista Vermelha da IUCN é de "espécie em extinção", visto que no decorrer das últimas três gerações (em cerca de 50 anos até a década de 2010) sua população caiu pela metade. Isso ocorreu devido à diminuição de seu território e da qualidade de seu habitat, que cedeu espaço para pastagens para gado por meio de incêndios propositais e/ou desflorestamento para extração de madeira. Além disso, houve um aumento de sua caça para alimento. Segundo informações do começo da década de 2010, essas causas ainda não haviam cessado e, se essa situação não for contida, a população continuará a se reduzir e deve ser classificada como uma espécie criticamente ameaçada. Foi protegida pelo Apêndice I da CITES. Existem populações de sifaka-de-coquerel dentro das áreas de conservação e proteção do Parque Nacional de Ankarafantsika e da Reserva Especial de Bora.
Em 2023 reproduziram-se pela primeira vez na Europa, no jardim zoológico de Chester, em Inglaterra.

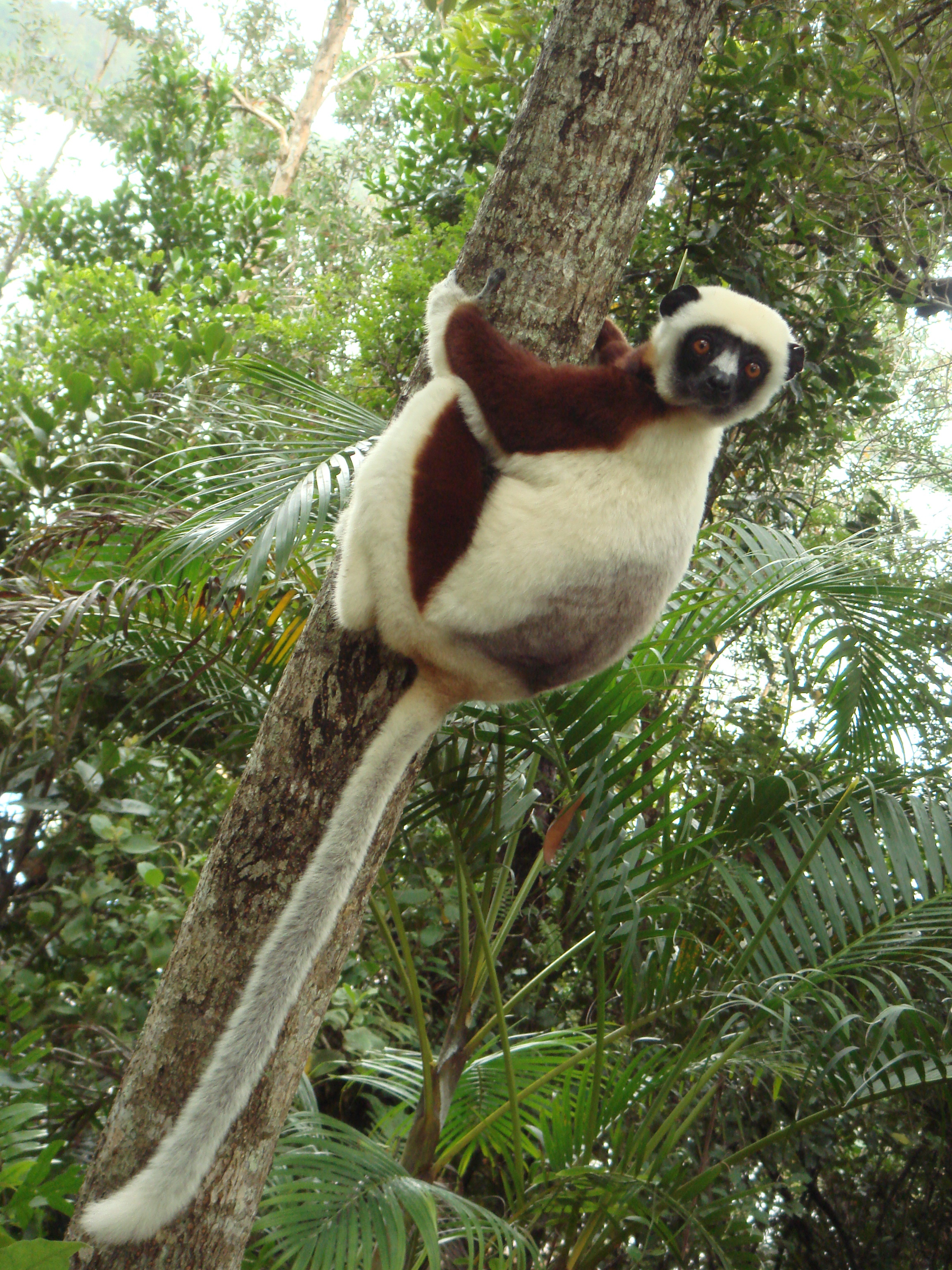
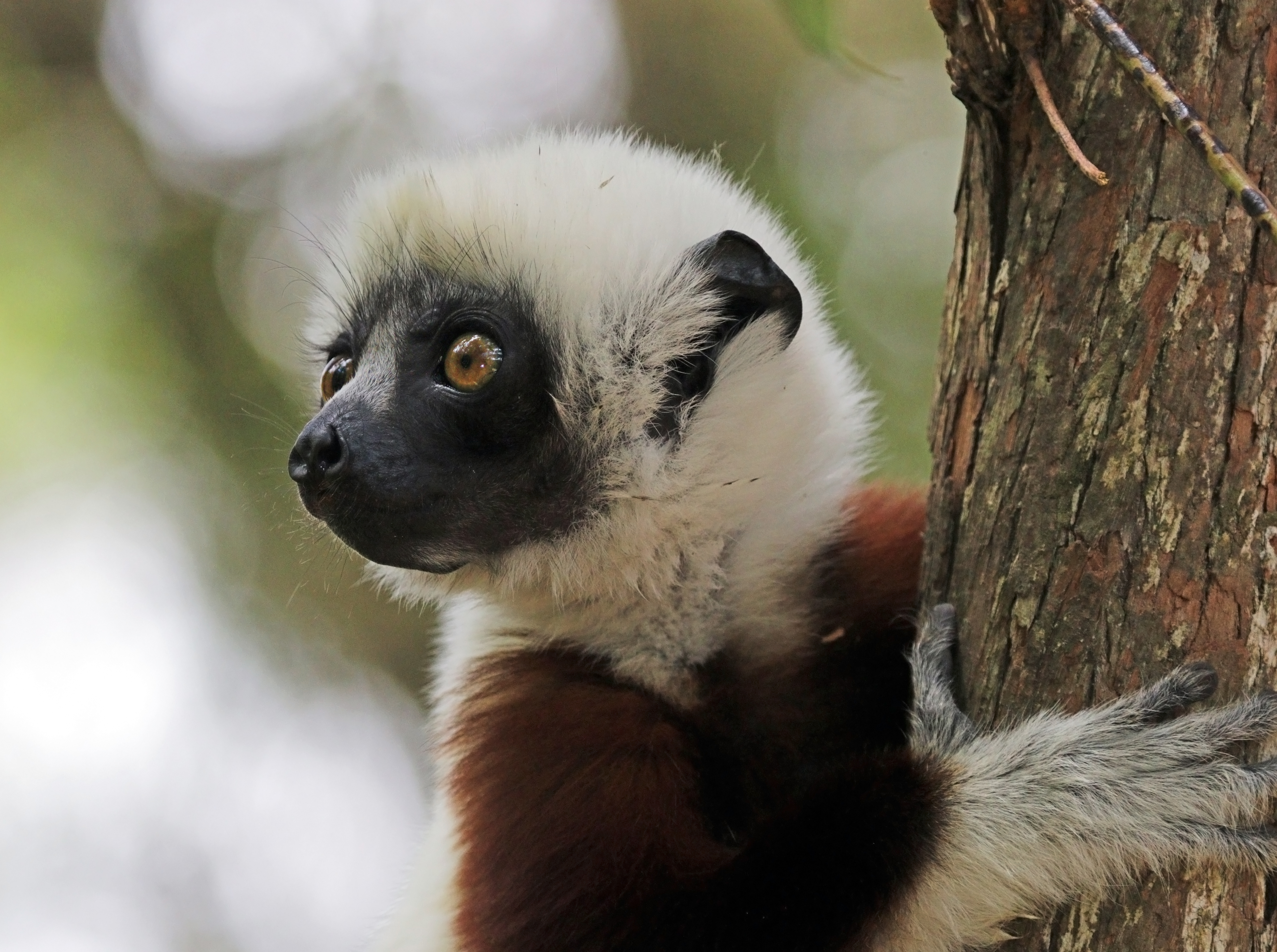
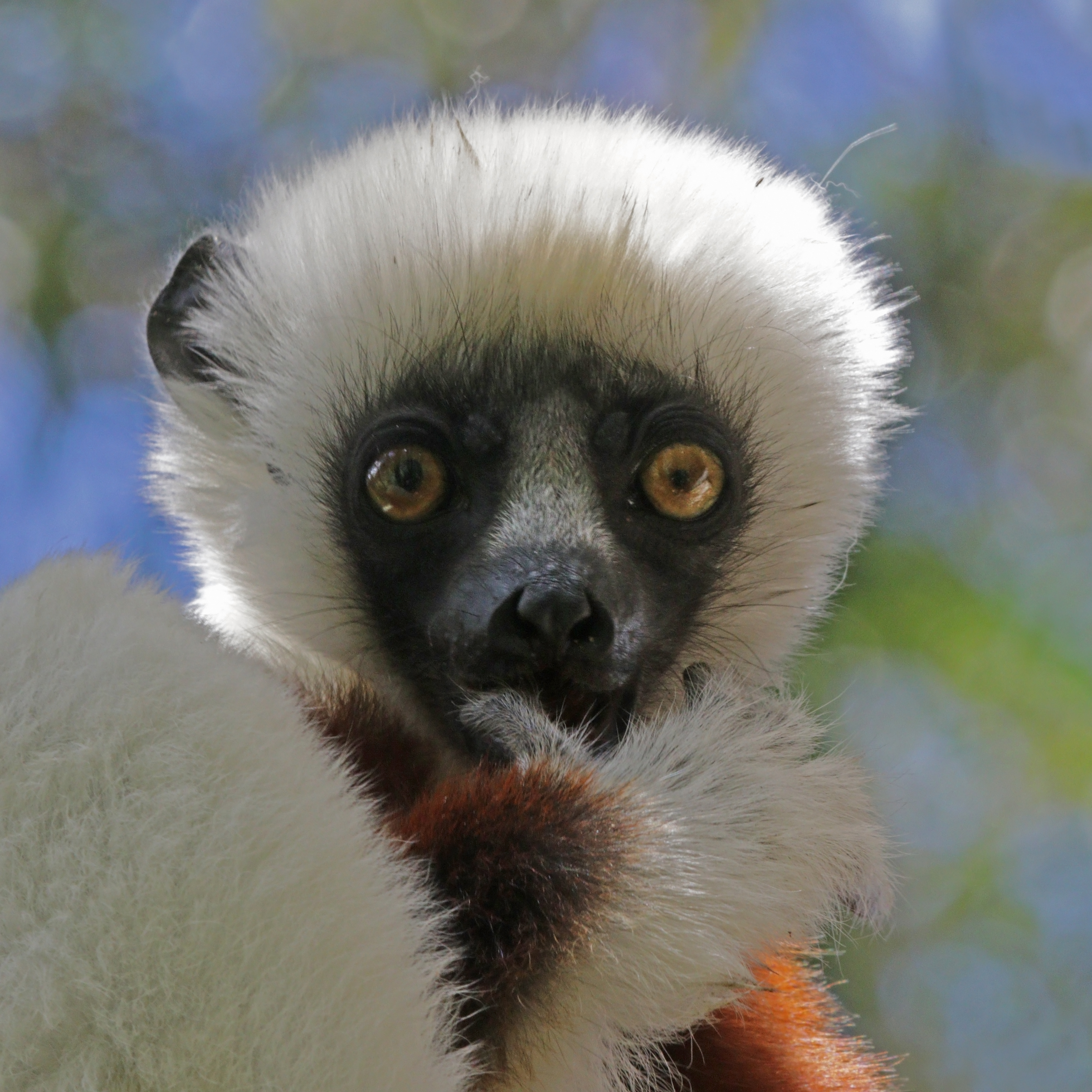

### Comunicação
O sifaka-de-coquerel usa uma variedade de sinais auditivos, visuais e olfativos para se comunicar. "Sifaka" é um nome malgaxe que vem do som característico de "shif-auk" dos lêmures. A primeira sílaba é um rosnado baixo que "borbulha" na garganta, e a segunda é um som de clique como um soluço amplificado. A chamada "shih-fak" é usada para alertar os membros do grupo de um potencial predador do solo ou para ameaçar inimigos e intrusos. A espécie é altamente territorial.
As chamadas de contato usadas quando os grupos estão viajando incluem grunhidos. Se um sifaka é separado dos membros do grupo, ele pode emitir um longo e alto gemido com a intenção de parar os demais. Um sinal visual que a espécie usa para se comunicar é um rápido movimento de balançar a cabeça para frente e para trás. Essa é uma ação que indica ameaça e pode acompanhar o chamado "shih-fak".
Sifakas também dependem fortemente do cheiro para comunicação. Os machos tipicamente se perfumam usando uma glândula em suas gargantas, que eles esfregam para frente e para trás ao longo das ramificações. As fêmeas são mais propensas a marcar com glândulas anogenitais. Não está totalmente claro qual informação é transmitida nesses aromas, além da demarcação do território.

## Predadores

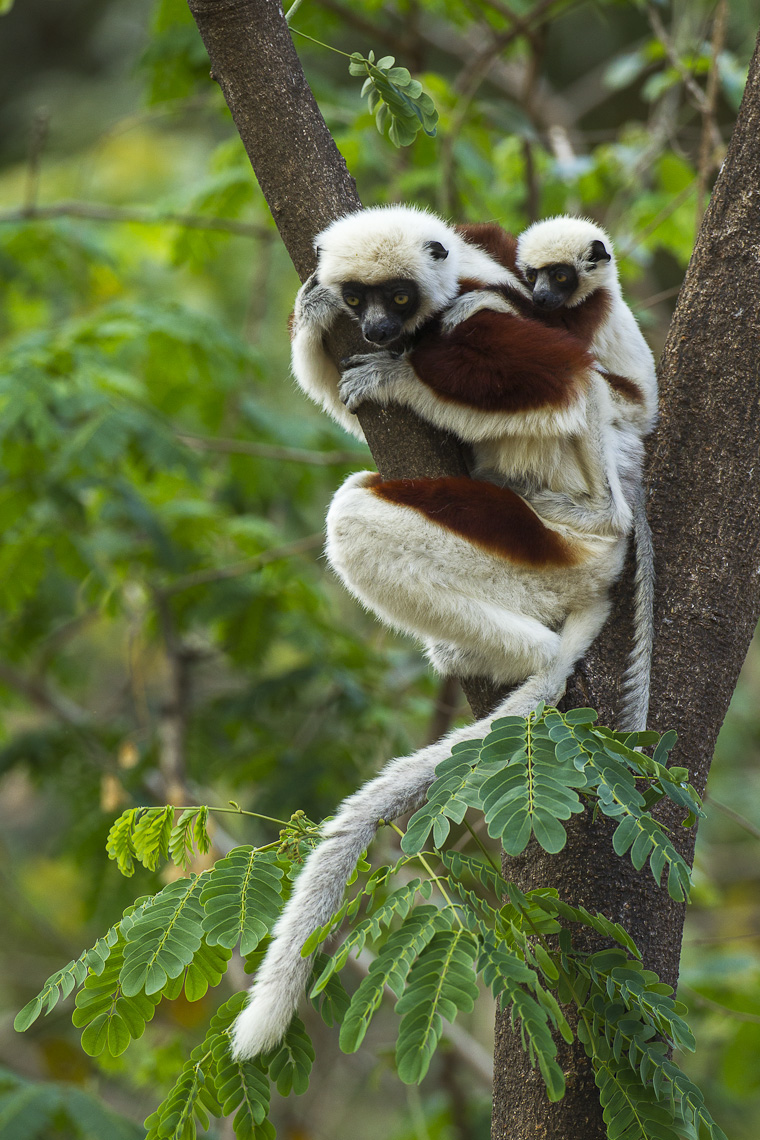
Sifaka-de-coquerel com um filhote nas costas

Há muitos animais que atacam o sifaka-de-coquerel. Os falcões e outras aves de rapina os atacam por cima, enquanto que cobras e a fossa são uma ameaça em solo. Há também muitos predadores introduzidos, como cães selvagens, gatos africanos, gatos europeus, mangustos e civetas. No entanto, de todas essas criaturas, os humanos são o maior perigo para o sifaka. Mesmo que fosse proibido matar os lêmures, os sifaka-de-coquerel agora veem os humanos como uma ameaça e alertam outros indivíduos ao notarem aproximação humana.
Por outro lado, alguns lêmures ainda desconhecem o perigo que os humanos representam e não se repulsam em sua presença. Para intimidar os predadores que eles reconhecem, os lêmures anunciam a ameaça com um alerta e fixam seu olhar para a suposta ameaça, balançando a cabeça para frente e para trás.

## Importância econômica
O sifaka-de-coquerel, como muitos lêmures, tornou-se objeto de estudo para ajudar os cientistas a compreender a história evolutiva dos primatas, incluindo os humanos. A espécie tem sido alvo de estudo sobretudo daqueles que pesquisam a evolução da visão de cores, do cuidado paterno, das sociedades matriarcais de primatas e das causas da especiação. Além disso, uma vez que estão fortemente ameaçados de extinção e são vítimas de caçadas em Madagascar, a indústria do ecoturismo local tem se beneficiado enormemente por causa da espécie, que incentiva a vinda de turistas para o país.

## Cultura popular
O sifaka-de-coquerel chamado Jovian atuou como o lêmure protagonista da série de televisão infantil estadunidense-canadense Zoboomafoo, do PBS Kids. Ele viveu no Duke Lemur Center, localizado em Durham, na Carolina do Norte, Estados Unidos, onde a série foi gravada, até seu falecimento por insuficiência renal aos 20 anos de idade em 10 de novembro de 2014. Seu filho Charlemagne, carinhosamente chamado de "Charlie", continuou a viver no centro com seu grupo familiar composto por outros sifaka-de-coquerel.